# Chapelle Sainte-Anne d'Amanlis
Pour les articles homonymes, voir Sainte-Anne et Chapelle Sainte-Anne.
La chapelle Sainte-Anne se situe près du hameau de Néron, à environ 4 km au sud de la commune d'Amanlis du département d'Ille-et-Vilaine.
Sa construction a commencé en 1876, elle a été inaugurée le 26 juillet 1877 en présence de Mgr François-Xavier Leray, évêque de Natchitoches.

## Description
Construite au sommet d'une colline qui culmine à 90 mètres d'où on découvre un magnifique panoramas sur la vallée de la Seiche et le sud-est de l'Ille-et-Vilaine. Elle remplace un ancien lieu de culte dédié à sainte Anne, le lieu dominant la région inspirant les fidèles à la contemplation. 
Chaque année au mois de juillet a lieu un pèlerinage le dimanche le plus près de l'anniversaire de sainte Anne.
Un chemin de randonnée partant d'Amanlis permet de s'y rendre.
Du point de vue architectural, la chapelle est construite en pierres de schiste. Les angles, le clocheton et l'entourage des ouvertures sont en pierres de tuffeau.

## Galerie d'images

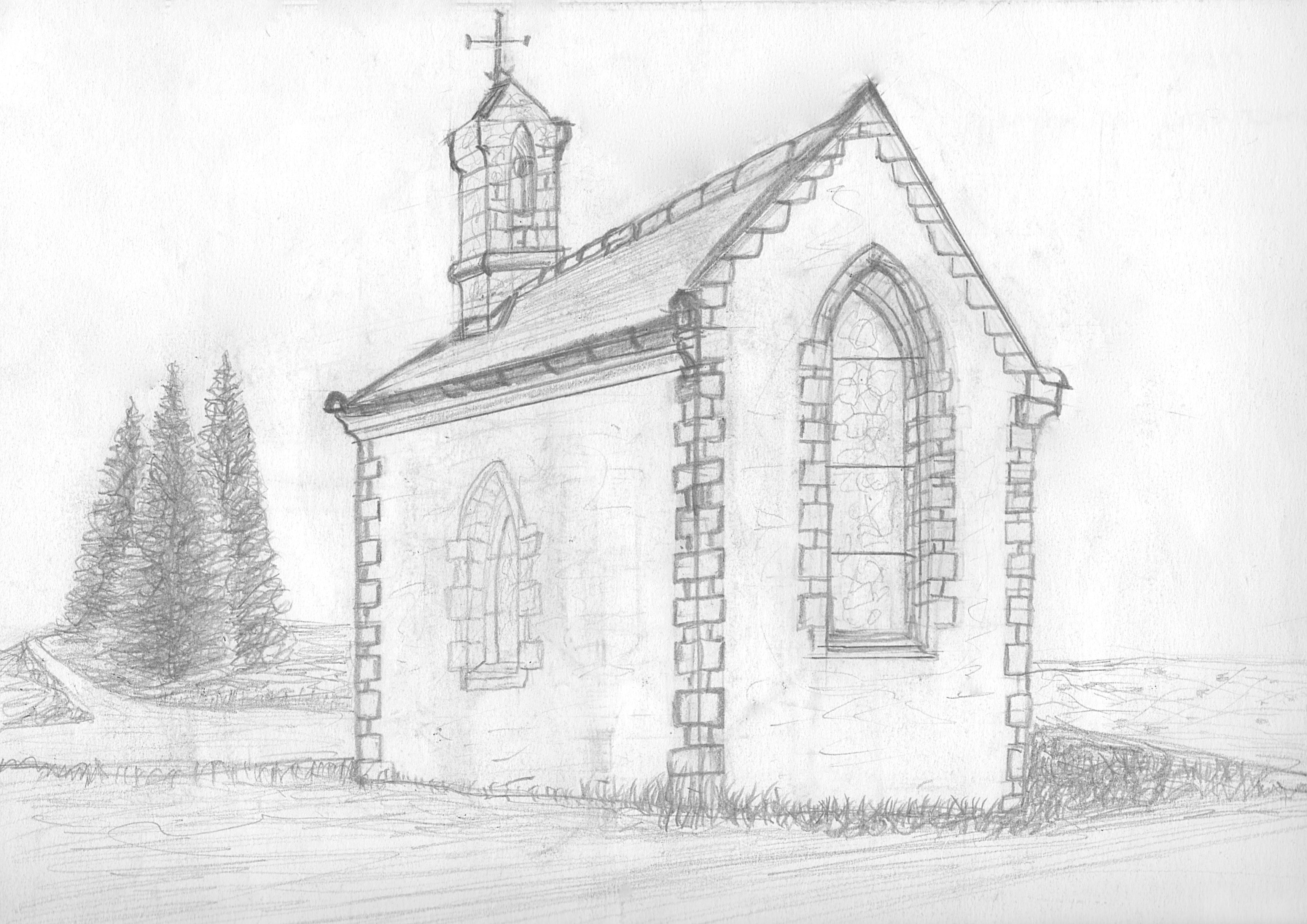
La chapelle Sainte Anne